# Amada
Amada (Erythrura) je rod ptáků z čeledi astrildovitých (Estrildidae). Má celkem třináct zástupců, amad, z nichž asi nejznámější je amada Gouldové, která se chová i v České republice. Ptáci z tohoto rodu se vyskytují nejčastěji na zalesněných plochách Austrálie, nebo na přilehlých ostrovech a často jsou chováni jako okrasní ptáci. Tito ptáci se živí ovocem a bobulemi, případně i larvami nebo malým hmyzem. Vzhledem jsou amady různorodé, ale většina z nich je pestře zbarvená a bývá zde výrazný pohlavní dimorfismus. Také je nutné podotknout, že se jedná spíše o drobné ptáky, kteří mají délku těla jen okolo 13 cm. Některé druhy, třeba právě amada Gouldové, se hodí i pro začínající chovatele exotického ptactva.

## Druhy
- Amada červenouchá (Erythrura coloria)
- Amada krátkoocasá (Erythrura cyaneovirens)
- Amada Gouldové (Erythrura gouldiae)
- Amada zelenoocasá (Erythrura hyperythra)
- Amada škrabošková (Erythrura kleinschmidti)
- Amada papuánská (Erythrura papuana)
- Amada fidžijská ( Erythrura pealii)
- Amada modrolící (Erythrura prasina)
- Amada červenohlavá (Erythrura psittacea)
- Amada královská (Erythrura regia)
- Amada tříbarvá (Erythrura trichroa)
- Amada zelenomodrá (Erythrura tricolor)
- Amada manilská (Erythrura viridifacies)